# Var finnes väl ro för mitt hjärta
Var finnes väl ro för mitt hjärta är en frikyrklig psalmtext av Carl Lundgren. Den består av nio verser och publicerades första gången i Nöd och Nåd. Melodin är hämtad från sång 34 i Fridstoner.

## Publicerad i
- Nöd och Nåd, som nummer 16 med titeln "Var finnes väl ro för mitt hjärta?".[1]
- Hjärtesånger (1895), som nummer 131 under Under kors och lidande.